# 似鳥八幡宮
似鳥八幡宮（にたどりはちまんぐう）は岩手県二戸市にある八幡宮である。

## 祭神
八幡神を主祭神とする。

## 歴史
明治4年（1871年）、似鳥観音に白幡八幡を合祀し八幡宮と改称した。

## 所在地
- 岩手県二戸市似鳥字林ノ下37番